# Гирст, Томас
Томас Гирст (нем. Thomas Girst; род. 4 июля 1971, Триер) — немецкий автор и менеджер в сфере культуры и искусства.

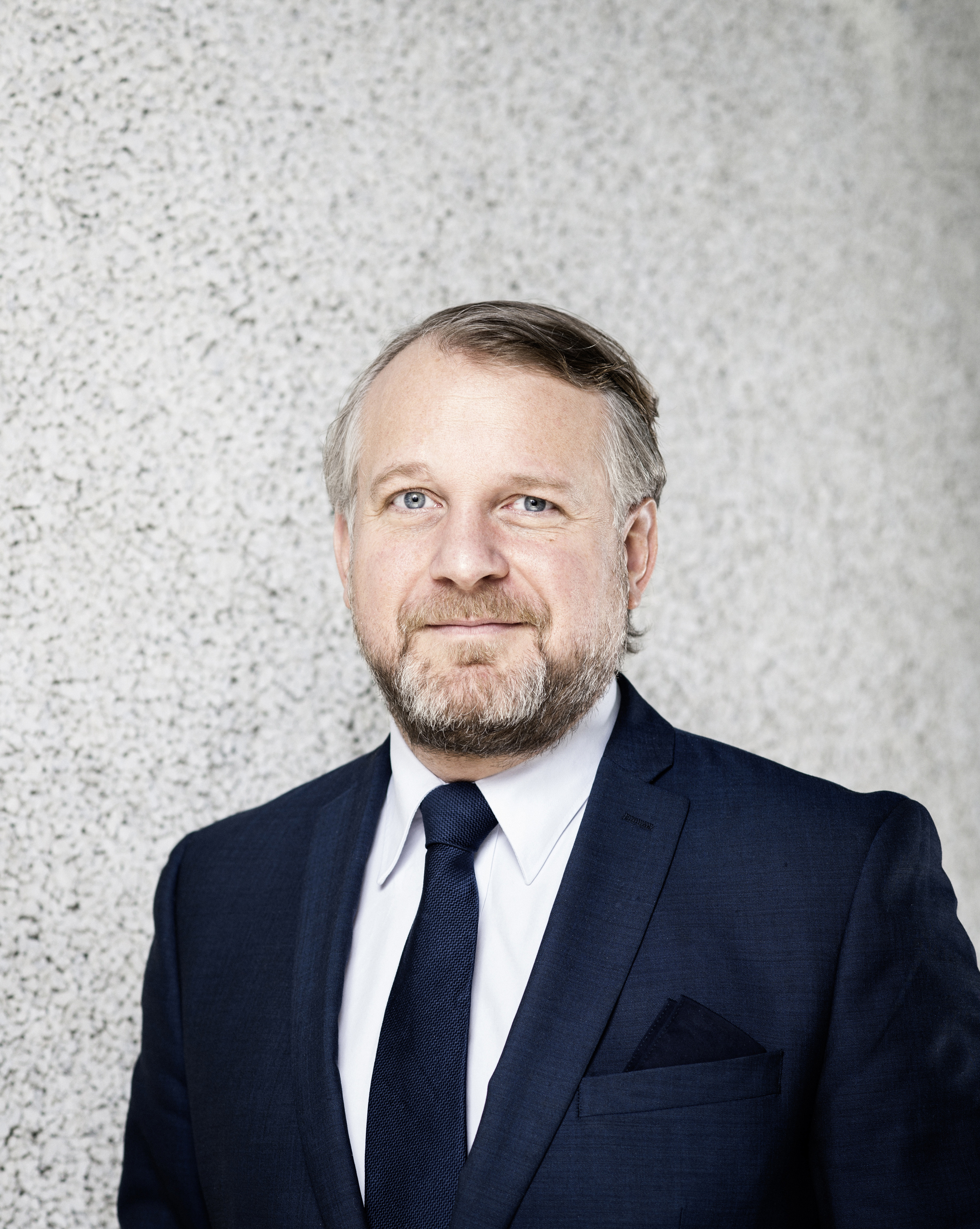
Thomas Girst

## Биография
Гирст окончил среднюю школу в Ливерпуле (штат Нью-Йорк), а также гимназию в Саарбрюкене, где он получил аттестат зрелости, допускающий к высшему образованию. Он изучал историю искусства, американистику и современную немецкую литературу в Гамбургском университете, где он получил степень доктора.
C 1993 по 1994 год он работал над реестром изображений Варбугского дома (Warburg Haus) в Гамбурге. 
С 1995 по 2003 годы он учился в Нью-Йоркском университете и в Институте изобразительных искусств как стипендиат немецкой программы студенческого обмена DAAD. 
С 1998 года Гирст работал младшим научным сотрудником в Achim Moeller Fine Art. 
В 2000 году он занимает пост ведущего исследователя в Научной лаборатории исследований в сфере искусств под руководством Стивена Джея Гулда Stephen Jay Gould, Harvard University. С 2003 года Томас Гирст руководит отделом спонсорства культуры в концерне БМВ. 
В 2008 и 2009 годах он был номинирован в категории «Менеджер года в сфере культуры».
В 1992 году Гирст вместе с Яном Вагнером создали Außenseite des Elementes, интернациональную антологию прозы, поэзии и современного искусства и издавали её по 2003 год. Помимо этого, он курировал многочисленные выставки, такие как Charles Henri Ford в Scene Gallery в Нью-Йорке и Marcel Duchamp в Lenbachhaus в Мюнхене.

## Преподавательская деятельность
Гирст является доцентом факультета истории и истории искусства в Мюнхенском университете Ludwig-Maximilians-Universität и внештатным преподавателем в Мюнхенской Академии Искусств а также в Высшей Школе Прикладных Наук Цюриха.

## Руководство над проектами в сфере культуры
C 2005 по 2009 год Гирст состоял в президиуме секции спонсорства в сфере культуры при BDI Berlin. 
На данный момент он является членом президиума организации Spielmotor e.V. в Мюнхене и председателем литературной секции в Культурном Комитете Немецкой Экономики (Kulturkreis der Deutschen Wirtschaft) при BDI, а также членом президиума общества друзей Архитектурного музея при Техническом Университете Мюнхена. C 2012 года он является культурным послом Porzellan Manufaktur Nymphenburg.

## Публикации (Избранное)
С 2000 по 2003 год Гирст был культурным обозревателем газеты TAZ. Он является автором многочисленных научных и публицистических статей на тему культуры, искусства и экономики (Amerasia Journal, Tate Modern, Kunsthalle Schirn, ICA, ZKM Karlsruhe, The Andy Warhol Foundation, Staatliches Museum Schwerin, Art in America, Frieze, Sotheby’s, The Art Newspaper, FAZ, Art, NYArts, Financial Times, Frankfurter Rundschau, SZ-Magazin, Welt, Wirtschaftswoche).

### Автор
- Aftershock: The Readymade in Postwar and Contemporary American Art, New York: Dickinson, 2003 (mit Francis M. Naumann) ISBN 978-1885013354[13]
- Martin Eder: Die kalte Kraft, Ostfildern: Hatje Cantz, 2004, ISBN 978-3-7757-1474-7 (dtsch., engl.)[14]
- The Indefinite Duchamp, Ostfildern: Hatje Cantz, 2013, ISBN 978-3-7757-3414-1 (dtsch., engl.)[15]
- The Duchamp Dictionary, London & New York: Thames and Hudson, 2014, ISBN 9780500239179[16]
- Art, Literature, and the Japanese American Internment, Frankfurt & New York: Peter Lang, 2015[17]

### Издатель
- Die Außenseite des Elementes Nr. 1-11, Berlin und New York: Non Profit Art Movement (NPAM), 1992—2003[18]
- Editor-in-chief, Tout-Fait: The Marcel Duchamp Studies Online Journal Nr. 1-5, New York: Art Science Research Laboratory, 1999—2003[19]
- Marcel Duchamp in München 1912, München: Schirmer/Mosel, 2012 ISBN 9783829605915 (dtsch., engl.) (mit Helmut Friedl, Matthias Mühling, Felicia Rappe)[20]
- BMW Art Cars, Ostfildern: Hatje Cantz, 2014 ISBN 978-3-7757-3344-1 (dtsch, engl., frz.)[14]